# Giovanni Battista Spinelli
Giovanni Battista Spinelli (* 1613 in Chieti; † 1658 in Ortona) war ein italienischer Maler.

## Biografie

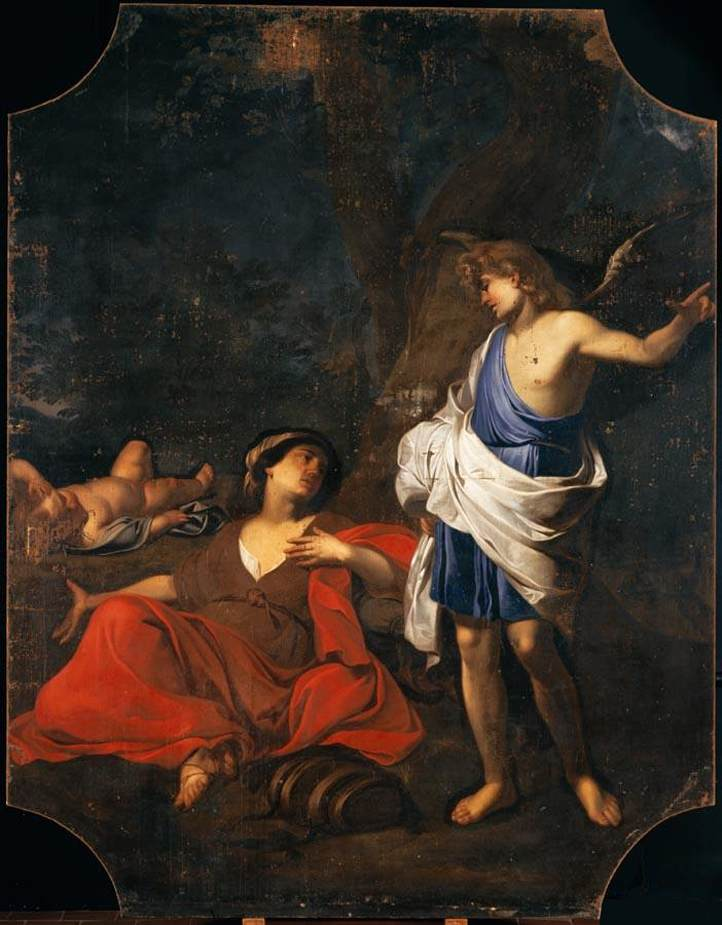
„Hagar und der Engel“, erste Hälfte des 17. Jahrhunderts

Giovanni Battista Spinelli gehörte einer sehr wohlhabenden Familie aus Bergamo an. Sein Vater, Sante Spinelli, zog von Bergamo nach Chieti, wo er als Getreidehändler tätig war. Seine Schwester Caterina heiratete Baron Ludovico de Pizzis di Ortona. Giovan Battista wurde im Palazzo Sirolli auf der Piazza San Giustino geboren, wie eine Gedenktafel daran erinnert.
Spinelli ist in den ganzen Abruzzen als Künstler bekannt. In Ortona befinden sich in der Kirche Santissima Trinità die Krönung Mariens und andere Werke, die um 1630 entstanden sind. Weitere spätere Gemälde werden in den Kirchen von Ortona, Chieti und Penne ausgestellt. Tatsächlich verbrachte er seinen letzten Lebensabschnitt zwischen Lanciano und Ortona, wo er starb. Er wurde in der ehemaligen Kirche San Domenico im Bezirk Terravecchia beigesetzt.
Um 1630 zog Spinelli nach Neapel und traf dort Battistello Caracciolo und Massimo Stanzione, wobei letzterer von Bernardo De Dominici als der letzte seiner Schüler angesehen wurde. Von den beiden neapolitanischen Künstlern erwarb er eine andere kompositorische Konzeption, wobei er seine kompositorische Eigenständigkeit bewahrte.
In den letzten Jahren ist Spinelli dank der Studien und Erkenntnisse von Roberto Longhi, Walter Vitzthum und Nicola Spinosa wieder zu einer führenden Figur des neapolitanischen 17. Jahrhunderts aufgestiegen. Ausschlaggebend waren seine Fähigkeiten als Zeichner, vor allem aber aufgrund der physischen und physiognomischen Eigenschaften seiner Figuren. Nachdem er jahrhundertelang von der Kritik ignoriert worden war, tauchte Spinelli daher wieder als ein origineller Künstler auf, der von den Bildern beeinflusst wurde, die er aus den Ateliers der nordischen Manieristen, von Lucas van Leyden bis Hendrick Goltzius, von Jakob Matham bis Heinrich Aldegrever, erhielt.
Viele seiner Werke befinden sich in Castellammare di Stabia sowie in Kirchen und Privatsammlungen in Neapel. Zwei große Kompositionen sind in der Uffizien in Florenz zu sehen: der Triumph von David und David besänftigt Saul. Weitere Werke sind: der Heilige Stephanus aus einer Privatsammlung in Florenz, ein Gemälde, das in der Gemäldegalerie des Krankenhauses von S. Maria del Popolo agli Incurabili aufbewahrt wird, die Anbetung der Hirten, das in der National Gallery in London aufbewahrt wird. Laut De Dominici starb Spinelli am 20. November 1647 im Alter von etwa 50 Jahren in Ortona, während er laut neueren Studien 1658 noch am Leben war.

## Werke

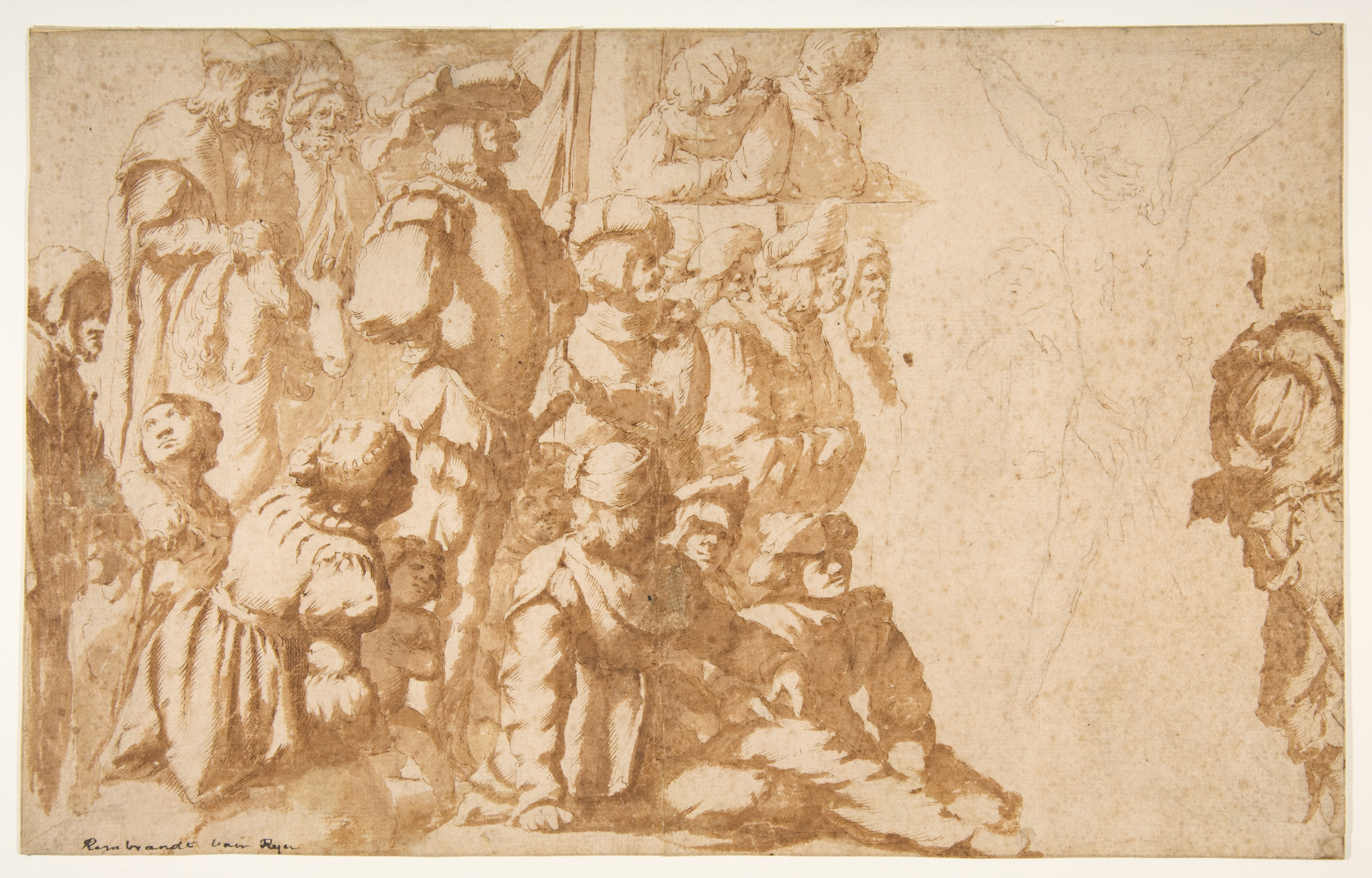
Studie auf Papier für das Martyrium des Heiligen Andreas

- Heiliger Matthäus und der Engel, Blätter (1616), Uffizien (Santarelli-Stiftung), Florenz
- Auferstehung des Lazarus, Blätter (um 1617), Sammlung Tessin, Nationalmuseum in Stockholm und National British Museum in London
- Figurenstudie und Mariä Himmelfahrt, Sammlung Leopoldo de Medici, Florenz
- Studio di figure e Assunzione della Vergine, Collezione Leopoldo de Medici, Firenze
- Madonna mit Kind unter Engeln, mit Johannes und den Heiligen Lukas, Markus und Alexander – Markuskapelle, Kirche San Francesco al Corso, Chieti (1641)
- Zwei Leinwände für die Kirche der Annunziata in Neapel, 1642, zerstört beim Brand von 1757
- Altarbild des Heiligen Nikolaus, der den jungen Messdiener rettet – Kathedrale von Castellammare di Stabia, Kapelle De Rogatis, 1643?
- Heilige Familie mit den Symbolen der Passion, Sakristei von Santi Alfonso e Antonio in Tarsia, ca. 1643
- Loth und seine Töchter, Neapel, Sammlung Pisani
- Susanna und die alten Männer, Turin, Privatsammlung
- Aman bittet Esther in Gegenwart von Ahasveros, Neapel, Privatsammlung (1649?)
- David und das Haupt von Goliath, Museum von Capodimonte, Neapel (1650?)
- Judith mit dem Haupt des Holofernes, Neapel, Privatsammlung (1651?)
- David feierte mit den jüdischen Mädchen, Sammlung Baratti, Neapel
- David beschwichtigt Saul mit der Harfe, Neapel, Sammlung Baratti (1653?)

Abruzzen
- Altarbild aus der Kirche Santa Caterina d’Alessandria, Ortona, 1655?
- Polyptychon der Krönung der Jungfrau Maria zwischen den Heiligen Franz von Assisi, Antonius von Padua, Apostel Bartholomäus und Apostel Simon – Kirche Santissima Trinità, Ortona, aufbewahrt im Diözesanmuseum der Kathedrale von Ortona
- Heiliger Josef und heiliger Petrus mit hlg Alois, Kirche Madonna del Carmine, Ortona, heute im Diözesanmuseum; sie war Teil eines 1943 zerstörten Triptychons mit den Märtyrern Hlg. Nikolaus und Hlg. Katharina, die in der Mitte die Jungfrau mit Kind verehrten, im Teil befand sich der Schutzpatron Hlg. Thomas mit den Heiligen Franziskus von Paola und Antonius von Padua.
- Polyptychon der Madonna mit Kind zwischen dem heiligen Franziskus, dem heiligen Antonius von Padua, dem heiligen Felix mit dem Ewigen Vater an der Spitze, Kapuzinerkloster von San Bartolomeo, Lanciano, heute im Diözesanmuseum (1657?)
- Einige private Gemälde in der Dragonetti-Sammlung, L’Aquila